# Juliet Rylance
Juliet Rylance, nata Juliet van Kampen (Londra, 26 luglio 1979), è un'attrice e produttrice teatrale britannica.

## Biografia
Dopo aver lasciato la Royal Academy of Dramatic Art, il primo ruolo di rilievo per Rylance è stato quello di Medea nello spettacolo Bash: Latter-Day Plays di Neil LaBute, all'Union Theatre di Londra. In seguito ha interpretato Perdita in Il racconto d'inverno e Cressida in Troilo e Cressida, al Globe Theatre. Ha rivestito i panni della scrittrice Mary Sidney nello spettacolo I Am Shakespeare, scritto dal suo patrigno Mark Rylance e diretto da Matthew Warchus al Chichester Festival Theatre e in un tour britannico. Nello stesso anno, insieme a David Sturzaker e alla regista Tamara Harvey, ha fondato la casa di produzione Theater of Memory. Successivamente ha recitato negli spettacoli Romeo e Giulietta e Bash: Latter-Day Plays, prodotti dalla stessa Theater of Memory, interpretando rispettivamente Giulietta e Medea.
Nel 2009 ha interpretato Desdemona nella rappresentazione di Otello a New York. Tale ruolo le è valso una candidatura a un Lucille Lortel Award. In seguito ha partecipato al Bridge Project di Sam Mendes, una collaborazione tra la Academy of Music di Brooklyn e l'Old Vic di Londra: nelle rappresentazioni teatrali di Come vi piace e La tempesta ha ricoperto rispettivamente il ruolo di Rosalinda e Miranda, insieme al marito Christian Camargo che l'ha affiancata nel ruolo di Orlando e Ariel. Nel 2010 Rylance ha vinto un Obie Award per la sua interpretazione come Rosalinda.
Nel 2012 Rylance ha recitato nel film horror Sinister di Scott Derrickson. Nel 2014 ha recitato e prodotto il film Days and Nights, scritto e diretto da suo marito. Nello stesso anno è entrata a far parte del cast principale della serie televisiva The Knick di Cinemax.

## Vita privata
Nel 2008 Rylance ha sposato l'attore Christian Camargo presso il New York City Hall. I due si erano conosciuti più di dieci anni prima, quando Camargo aveva collaborato con il patrigno di lei al Globe Theatre.

## Filmografia

### Cinema
- Animal, regia di Rose Bosch (2005)
- Sinister, regia di Scott Derrickson (2012)
- Frances Ha, regia di Noah Baumbach (2012)
- Days and Nights, regia di Christian Camargo (2014)
- Amok, regia di R.E. Rodgers (2015)
- Qua la zampa! (A Dog's Purpose), regia di Lasse Hallström (2017)
- Love After Love, regia di Russell Harbaugh (2017)
- The Artist's Wife, regia di Tom Dolby (2019)
- Jill, regia di Steven Michael Hayes (2021)
- Arthur the King - Insieme a ogni costo (Arthur the King), regia di Simon Cellan Jones (2024)

### Televisione
- The Mystery of Matter: Search for the Elements – miniserie TV, 1 puntata (2015)
- The Knick – serie TV, 20 episodi (2014-2015)
- American Gothic – serie TV, 13 episodi (2016)
- McMafia – serie TV, 8 episodi (2018)
- Perry Mason – serie TV, 16 episodi (2020-2023)

## Doppiatrici italiane
Nelle versioni in italiano delle opere in cui ha recitato, Juliet Rylance è stata doppiata da:
- Stella Musy in Sinister, McMafia, Arthur the King - Insieme a ogni costo
- Barbara De Bortoli in The Knick
- Daniela Calò in American Gothic
- Laura Romano in Qua la zampa!
- Chiara Colizzi in Perry Mason